# Репродуктивный труд

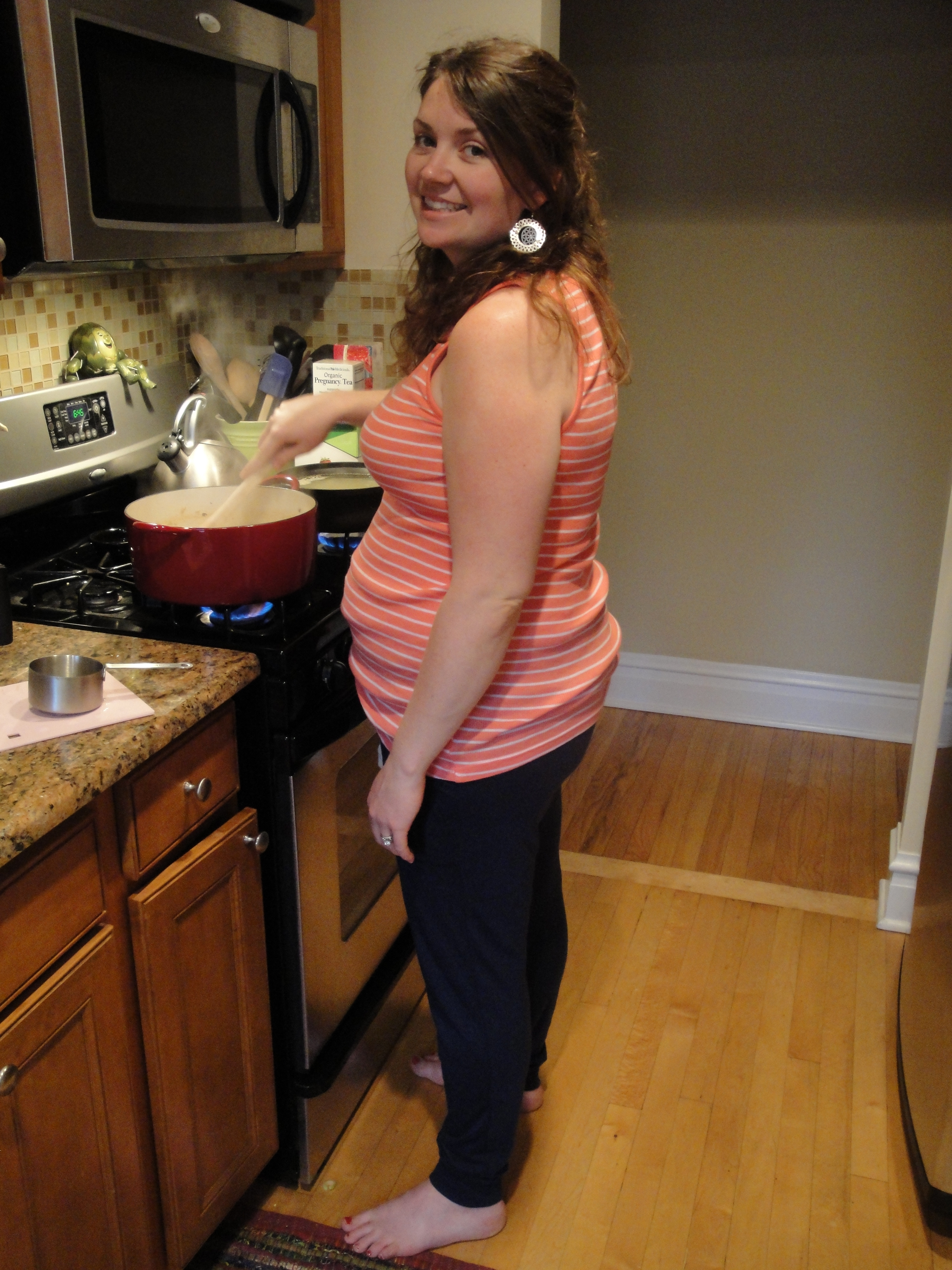
Беременная женщина готовит еду.

Репродуктивный труд (англ. Reproductive labor) — работа, зачастую связанная с уходом и домашними обязанностями, включая уборку, приготовление пищи, уход за детьми и неоплачиваемую работу по дому. Термин используется в феминистском дискурсе и философии для привлечения внимания к тому, как женщины, в основном, имеют большое количество обязанностей по дому, где труд репродуктивен и, следовательно, не компенсируется и не признается в капиталистической системе. Эти теории развивались параллельно с историей, фокусирующейся на массовом вхождение женщин в состав рабочей силы в 1970-х годах, обеспечивая «интерсекциональный подход», который признает, что женщины уже были частью рабочей силы ещё до их включения в основную отрасль, если мы рассмотрим репродуктивную деятельность.

## Определения
Разделение между производительным и непроизводительным (репродуктивным) трудом также подчеркивается некоторыми марксистскими феминистками, такими как Маргарет Бенстон и Пегги Мортон. Эти теории указывают, что производительный труд приводит к производству товаров или услуг, которые имеют денежную оценку в капиталистической системе и, таким образом, компенсируются производителями в форме оплачиваемой заработной платы, репродуктивный труд связан с частной сферой и включает в себя всё, что люди должны делать для себя без цели получения заработной платы (то есть уборка, приготовление пищи, рождение детей). Эти интерпретации утверждают, что, хотя обе формы труда необходимы, люди имеют различный доступ к этим формам труда в зависимости от определенных аспектов своей идентичности.
Эти теории утверждают, что как государственные, так и частные учреждения используют труд женщин как недорогой метод поддержки рабочей силы. Производителей это приводит к более высокой прибыли. Для нуклеарной семьи динамика власти диктует, что домашняя работа должна выполняться исключительно домохозяйкой, освобождая остальных членов от их собственного необходимого репродуктивного труда. Марксистские феминистки утверждают, что исключение женщин из производительного труда ведет к контролю со стороны мужчин как в личной, так и в общественной сфере.
Концепция репродуктивного труда в том, что касается уборки, приготовления пищи, ухода за детьми и оплачиваемой домашней рабочей силы, была написана и обсуждена в письменной форме и истории до того, как термин был кодифицирован. Это описано в книге Вирджинии Вулф «Своя работа».
Различают питательный[неизвестный термин] и непитательный[неизвестный термин] репродуктивный труд. Питательный репродуктивный труд включает в себя обязанности по уходу за детьми, домашнюю работу и медицинские услуги. Непитательный репродуктивный труд включает в себя приготовление пищи и уборку. Мужчины из числа меньшинств, особенно афроамериканцы и латиноамериканцы, составляют большинство непитательных репродуктивных работников. Питательный репродуктивный труд намного чаще, нежели непитательный репродуктивный труд, позволяет женщинам занимать должности. В питательном труде существует некое гендерное разделение труда: в сфере здравоохранения (то есть медицинских услуг) мужчины, скорее всего, будут рассматриваться как хирурги, в то время как женщины, скорее всего, будут иметь должности медицинских сестёр.

## Заработная плата за работу по дому
Сосредоточив своё внимание на том, что исключение из производительного труда является важным источником угнетения женщин, некоторые марксистские феминистки посвятили свою деятельность борьбе за рассмотрение домашнего труда как части капиталистической экономики. Идея создания компенсированного репродуктивного труда присутствовала в работах социалистов, как Шарлотта Перкинс, которая утверждала, что притеснение женщин обусловлено принуждением к работе в частной сфере.
Возможно, наиболее влиятельной по компенсации репродуктивного труда была Международная кампания «Заработная плата за работу по дому» («The International Wages for Housework Campaign»), организация, созданная в Италии в 1972 году членами «Международного феминистского коллектива». Многие из этих женщин, в том числе Сельма Джеймс, Мариароза Далла Коста, Брижит Галтье и Сильвия Федеричи, опубликовали ряд источников для продвижения своей идеи в академических и общественных областях. Несмотря на усилия, которые начались с относительно небольшой группы женщин в Италии, кампания «Заработная плата за работу по дому» была успешно мобилизована на международном уровне. С помощью Федеричи в Бруклине, штат Нью-Йорк, была основана группа «Заработная плата по дому». Как признает Хайди Хартманн, усилия этих движений, хоть в конечном итоге и не увенчались успехом, породили важный дискурс относительно ценности домашнего труда и его отношения к экономике.
Безусловный базовый доход был предложен в качестве решения.

## Разделение репродуктивного труда
Другим решением, предложенным марксистскими феминистками, является освобождение женщин от их принудительной связи с репродуктивным трудом. В своей критике традиционных марксистских феминистских движений, таких как кампания «Заработная плата за работу по дому», Хайди Хартманн утверждает, что эти усилия «ставят под сомнение отношение женщин к экономической системе, а не женщин к мужчинам, очевидно, предполагая, что последнее будет объяснено в их обсуждении первого». Хартманн считает, что традиционный дискурс игнорирует важность угнетения женщин как женщин, и вместо этого сосредоточился на угнетении женщин как членов капиталистической системы. Точно так же, как Гейл Рубин, которая писала по ряду вопросов, включая садомазохизм, проституцию, порнографию и лесбийскую литературу, а также про антропологические исследования и истории сексуальных субкультур, впервые стала известной за счёт её книги 1975 года «The Traffic in Women:
Notes on the 'Political Economy' of Sex», в которой она называет фразу «пол/гендерная система» и критикует марксизм за то, что, по её утверждению, он является неполным анализом сексизма при капитализме, не отвергая и не разбирая марксистские основы в этом процессе.
Совсем недавно многие марксистские феминистки переключили свое внимание на то, как женщины теперь потенциально находятся в худшем положении после получения доступа к производительному труду. Нэнси Фольбре предлагает, чтобы феминистские движения начали концентрироваться на подчинении женщин статусу мужчин как в репродуктивной (частной) сфере, так и на рабочем месте (публичной сфере). В интервью 2013 года Сильвия Федеричи призывает феминистские движения учитывать тот факт, что многие женщины в настоящее время вынуждены заниматься производительным и репродуктивным трудом, что приводит к «двойному дню». Также в интервью она говорит о том, что эмансипация женщин всё ещё не может произойти, пока они не освободятся от своего неоплачиваемого труда, что, как она предлагает, повлечет за собой институциональные изменения, такие как: сокращение разрыва в заработной плате, осуществление программ по уходу за детьми на рабочем месте.

## Международное разделение репродуктивного труда
Термин «международное разделение репродуктивного труда» был введён Рэйчел Парренас в её книге, «Servants of Globalization: Migrants and Domestic Work», в которой она обсуждает филиппинских работников-мигрантов. Международное разделение репродуктивного труда предполагает передачу труда на трёх определённых уровнях в развитых и развивающихся странах. Эти три уровня состоят из: более состоятельные женщины из высшего сословия, которые используют мигрантов для выполнения домашней работы, и низшие слои, которые остаются дома, чтобы присматривать за детьми мигранта. Но более состоятельные женщины в развитых странах вошли в рабочую силу в большом количестве, что привело к тому, что они стали выполнять больше обязанностей внутри и вне дома. Эти женщины могут нанять помощников и использовать свою финансовую привилегию для передачи своих обязанностей по репродуктивному труду менее привилегированной женщине. Женщины-мигранты поддерживают иерархию в отношении членов своей семьи и других женщин, которые остаются, чтобы наблюдать за детьми мигранта. Исследование Парренас объясняет, что разделение труда по половому признаку остается в репродуктивном труде, поскольку именно женщины переходят на работу в качестве домашней прислуги в развитых странах.
Парренас утверждает, что международное разделение репродуктивного труда возникло в результате глобализации и капитализма. Компоненты глобализации, включая феминизацию труда, также способствовали росту этого разделения труда. Она объясняет, что глобализация привела к тому, что репродуктивный труд стал товаром, который востребован на международном уровне. Отправляющие страны застряли с потерей ценной рабочей силы, в то время как принимающие страны используют эту рабочую силу для развития своей экономики. Парренас подчеркивает роль колониализма Соединенных Штатов и Международного валютного фонда в развивающихся странах, таких как Филиппины, которые становятся экспортёрами трудящихся-мигрантов. Это объяснение корня концепции имеет решающее значение, поскольку объясняет, что экономическое неравенство, с которым сталкиваются женщины на всех трёх уровнях, коренится в экономике.
Эта концепция была распространена и принята другими странами, поэтому применялась не только на Филиппинах, где Парренас проводила свои исследования. В исследовании, проведенном в Гватемале и Мексике, вместо глобальной передачи рабочей силы был сделан более локальный перевод между женщинами, работающими в рабочей силе, и теми другими женщинами-родственниками, которые заботятся о детях.